# Thorvald Asvaldsson
Thorvald Asvaldsson (în nordică veche Þorvaldr Ásvaldsson), (n- ? - d. 980) a fost tatǎl colonizatorului Groenlandei, Erik cel Roșu și bunicul lui Leif Eriksson, care a vizitat America de Nord cu cinci secole înainte de Cristofor Columb.
Thorvald Asvaldsson s-a nǎscut în Norvegia. În 960 a fost exilat din Norvegia de cǎtre regele Harald Hårfagre pe motiv cǎ a comis un omor. S-a stabilit în Islanda alǎturi de fiul sǎu Erik, unde a și murit în anul 980.